# Хорхелі
Хорхелі (груз. ხორხელი) — село в Грузії.
За даними перепису населення 2014 року в селі проживає 267 осіб.